# COFCO
COFCO (cinese:中国粮油食品（集团）有限公司), nome completo:China National Cereals, Oils and Foodstuffs Corporation, è un'azienda statale cinese nel settore agroalimentare e la più grande operante in Cina come produttore e in ambito commerciale.

## Storia
Fondata nel 1949 è una delle più grandi aziende statali sotto la diretta supervisione del Consiglio di Stato della Repubblica Popolare Cinese.
Dal 1952 al 1987 è stato l'unico importatore ed esportatore di prodotti agricoli operante sotto il diretto controllo del governo centrale.
Nel 2007, COFCO ha superato il numero di 60.000 impiegati in tutta la Cina e in operazioni in nazioni oltremare come Stati Uniti, Regno Unito, Giappone, Australia e Canada.
Oltre al business dei prodotti alimentari, COFCO si è sviluppata in un conglomerato diversificato, comprendente piantagione, coltivazioni, trasformazione agroalimentare, finanza, magazzini, trasporti, strutture portuali, hotel e immobiliare. È una delle prime 500 imprese scelte dallo statunitense Fortune Magazine.

## Controllate
- China Foods Limited, una controllata quotata di COFCO Group
- China Agri-Industries Holdings Limited, una controllata quotata di COFCO Group

## Investimenti azionari
- UBS Securities (14%)
- Mengniu Dairy (20%)